# Корми
Корми (малт. Qormi, званично Città Pinto) је један од 11 званичних градова на Малти. Корми је истовремено и једна од 68 општина у држави.

## Природни услови
Град Корми се сместио у средишњем делу острва Малта и удаљен је од главног града Валете 5,5 километара западно.
Насеље се развило на пиробалном подручју, на приближно 2 километра од залива града Валете. Подручје града је величине 5,0 км², са покренутим тереном (15-55 м надморске висине).

## Историја
Подручје Кормија било је насељено још у време праисторије и било је активно у старом и средњем веку, али није имало већи значај до 18. века.
Данашње насеље вуче корене од велике опсаде острва од стране Турака 1565. године. После тога владари Малте, Витезови светог Јована су изградили на овом месту утврђено насеље (за звањем града од 1743. године), чији се обим није много мењао током каснијих епоха и владара (Наполеон, Велика Британија), све до новијег времена.
Град је веома страдао од нацистичких бомбардовања у Другом светском рату, али је после тога обновљен. Последњих деценија град је брзо нарастао захваљујући ширењу урбаног подручја Валете.

## Становништво
Становништво Кормија је по проценама из 2008. године бројало нешто преко 20 хиљада становника, па је стога Корми једно од највећих насеља у овој маленој држави.

## Галерија
- Општина Корми
- Црквена светковина у граду